# Hướng nghiệp
Hướng nghiệp là các hoạt động nhằm hỗ trợ mọi cá nhân chọn lựa và phát triển chuyên môn nghề nghiệp phù hợp nhất với khả năng của cá nhân, đồng thời thỏa mãn nhu cầu nhân lực cho tất cả các lĩnh vực nghề nghiệp (thị trường lao động) ở cấp độ địa phương và quốc gia.
Lâu nay chúng ta vẫn tưởng rằng hướng nghiệp chỉ là sự lựa chọn một nghề nghiệp mà mình yêu thích, chọn một trường đại học phù hợp với mình. Thực tế cho thấy, các bạn thường lựa chọn theo cảm tính, do "nổi hứng" nhất thời, do chạy theo phong trào hoặc do bị mất phương hướng nên "nhắm mắt đưa chân"...
Tuy nhiên đây chỉ là phần ngọn của một quá trình, một hoạt động trong số rất nhiều các hoạt động của hướng nghiệp. Thuật ngữ hướng nghiệp (career mentoring) nếu được hiểu chính xác nó là sự kết hợp của nhiều lĩnh vực như: đánh giá nghề nghiệp (career assessment), quản lý nghề nghiệp (career management), phát triển nghề nghiệp (career development)...
Khi mỗi cá nhân đều có được chuyên môn nghề nghiệp vững vàng, ổn định, họ sẽ có nhiều cơ hội nâng cao chất lượng cuộc sống cá nhân. Ở một góc độ khác, hướng nghiệp có hiệu quả tạo ra một lực lượng lao động có định hướng rõ ràng, do họ có năng lực nghề nghiệp tốt, làm tăng năng suất lao động, góp phần cho sự phát triển về kinh tế xã hội một cách toàn diện:
• Về giáo dục:
- Giúp học sinh có hiểu biết về thế giới nghề nghiệp
- Hình thành nhân cách nghề nghiệp cho học sinh
- Giáo dục thái độ đúng đắn đối với lao động
- Tạo ra sự sẵn sàng tâm lý đi vào lao động nghề nghiệp
• Về kinh tế:
- Góp phần phân luồng học sinh phổ thông tốt nghiệp các cấp
- Góp phần bố trí hợp lý 3 nguồn lao động dự trữ bảo đảm sự phù hợp nghề
- Giảm tai nạn lao động
- Giảm sự thuyên chuyển nghề, đổi nghề
- Là phương tiện quản lý công tác kế hoạch hoá phát triển kinh tế, xã hội trên cơ sở khoa học
• Về xã hội:
- Giúp học sinh tự giác đi học nghề
- Khi có nghề sẽ tự tìm việc làm
- Giảm tỉ lệ thất nghiệp, giảm tệ nạn xã hội, giảm tội phạm
- Ổn định được xã hội